# Скотт-Хансен, Сигурд
Си́гурд Ско́тт-Ха́нсен (норв. Sigurd Scott Hansen, 24 июля 1868, Лейт — 24 апреля 1937, Осло). норвежский полярный исследователь, профессиональный военный. Родился в семье судового священника. Окончил военное училище в Хортене, в 1889 г. получил первый офицерский чин. В 1892 г. получил чин младшего лейтенанта, в 1893—1896 гг. принимал участие в арктической экспедиции Нансена на корабле «Фрам». Взял на себя большую часть метеорологических, астрономических и магнитных наблюдений. После отправления Нансена и Йохансена в санный поход к Северному полюсу (14 марта 1895 г.), сделался помощником командира корабля — Отто Свердрупа. За участие в экспедиции награждён серебряной медалью Королевского географического общества Великобритании. В 1898 г. удостоен капитанского звания, а в 1910 г. — звания командор-капитана. В отставке с 1933 г. Принимал активнейшее участие в кампании по сохранению «Фрама» как национальной реликвии.